# Palo Alto Research Center
A Palo Alto Research Center (eredetileg Xerox PARC) egy kutató-fejlesztő cég Palo Altóban, Kaliforniában. A céget 1969-ben hozták létre a Xerox cég részeként, a számítástechnikával kapcsolatos technológiák és hardverrendszerek vizsgálatára és fejlesztésére.
Jacob E. „Jack” Goldman, a Xerox Corporation vezető kutatója alapította. A cég fő szerepet töltött be olyan fejlesztésekben mint a lézernyomtatás, az ethernet, a modern személyi számítógépek, a grafikus felhasználói felületek és a desktop paradigma, az objektumorientált programozás, az „ubiquitous computing” (mindenütt jelenlevő számítógépek), elektronikus papír, amorf szilícium (a-Si) alkalmazások, a számítógépes egér vagy a nagyon nagy integráltságú (VLSI) félvezetők technológiája.
Jack „Magasszintű tudományos és rendszerlaborjának” célja a jövő technológiáinak kifejlesztése volt, és nem állt szándékában a Xerox már üzemelő, rochesteri (New York) laboratóriumának helyettesítése, ami a cég üzleti termékeinek tökéletesítésére törekedett. A Xerox PARC ehelyett az alkalmazott fizika, anyagtudományok és számítógéptudomány úttörőjévé vált. 
2002-ben a cég Palo Alto Research Center Incorporated néven alakult teljesen független szervezetté.

## Fordítás
- Ez a szócikk részben vagy egészben  a   PARC (company) című angol Wikipédia-szócikk fordításán alapul.  Az eredeti cikk szerkesztőit annak laptörténete sorolja fel. Ez a jelzés csupán a megfogalmazás eredetét és a szerzői jogokat jelzi, nem szolgál a cikkben szereplő információk forrásmegjelöléseként.